# Saxicolestes pollinivorus
Saxicolestes pollinivorus är en kvalsterart som beskrevs av Travé 1963. Saxicolestes pollinivorus ingår i släktet Saxicolestes och familjen Zetorchestidae. Inga underarter finns listade i Catalogue of Life.